# Hubert Arbès
Hubert Arbès est un coureur cycliste français, né le 9 janvier 1950 à Lys (Pyrénées-Atlantiques). Il est sociétaire au club cycliste local du CC Béarn.   

## Biographie

### Carrière
Professionnel de 1975 à 1982, il remporté notamment une étape du Tour du Limousin en 1978 et le Tour du Loir-et-Cher 1974.
Au cours de sa carrière, il est un des lieutenants de Lucien Van Impe et de Bernard Hinault.

### Reconversion
Depuis 1983, il est vélociste et possède un magasin de cycles à Lourdes.

### Hommage
Tous les ans depuis 2002 se déroule une sortie cyclosportive en son honneur : la Hubert Arbès. Elle compte pour le challenge des 4 As et se déroule sur les cols pyrénéens autour de Lourdes.

## Palmarès

### Palmarès amateur
- 1966-1974 :68 - victoires et de nombreuses places d'honneur
- 1966
  - 2e du Championnat Départemental
  - 2e du Championnat D'Aquitaine
- 1967
  - 1er du Championnat D'Aquitaine Junior (Dunlop)
  - 2e du Championnat Départemental (Dunlop)
- 1972
  - 2e du Tour Béarn Aragon
  - 1er Maillot vert du Tour Béarn Aragon
  - Une étape du Tour du Béarn
- 1973
  - 2e Championnat d'Aquitaine
  - 3e du Tour du Gévaudan
- 1974
  - Champion d'Aquitaine
  - Palme d'or Merlin-Plage
  - Tour du Loir-et-Cher
  - Tour du Béarn
  - 2e de Paris-Troyes
  - 2e de Paris-Vierzon
  - 2e de Paris-Égreville
  - 3e du Ruban granitier breton
  - 3e de Paris-Rouen

### Palmarès professionnel
- 1975
  - 2e du Prologue Tour De L'Aude
- 1977
  - 5e étape de l'Étoile des Espoirs
  - 3e du Grand Prix d'Orchies
- 1978
  - 3e étape du Tour du Limousin
  - 3e du Tour du Limousin
- 1980
  - 1er à Bayonne
  - 1er Cyclo Cross à Bouey Bezing
  - 3e Prix de Chateauroux
  - 3e du Grand Prix de Monaco
- 1982
  - 3e des Boucles des Flandres

## Résultats sur les grands tours

### Tour de France
5 participations 
- 1976 : 53e
- 1979 : 74e
- 1980 : abandon (10e étape)
- 1981 : 60e
- 1982 : 86e

### Tour d'Italie
1 participation 
- 1980 : 69e